# Stewart Goodyear
Stewart Goodyear (* 1978 in Toronto) ist ein kanadischer Pianist und Komponist.

## Leben
Goodyear wuchs in Toronto bei seiner Mutter und seinen Großeltern auf, sein Vater starb bereits einen Monat vor seiner Geburt an Krebs. Nach eigener Aussage hinterließ ihm sein Vater eine Sammlung von Schallplatten, in der sich auch Aufnahmen von Beethoven und Tschaikowsky befanden, die ihn motivierten, eine Karriere als klassischer Pianist zu verfolgen. Goodyear besuchte die Glenn Gould School und studierte danach am Curtis Institute of Music in Philadelphia und der Juilliard School in New York.

## Wirken
Goodyear tritt international als Solist und Konzertpianist auf und spielte dabei unter anderem zusammen mit den New York Philharmonic, Los Angeles Philharmonic, Royal Liverpool Philharmonic Orchestra, Toronto Symphony Orchestra und Philadelphia Orchestra. Zu seinen bekanntesten Einspielungen gehört eine komplette Aufnahme aller 32 Klaviersonaten Beethovens. Kadenzen werden von ihm stets improvisiert. Sein Repertoire umfasst daneben auch Werke von Gershwin, Mendelssohn,  Ravel bis Schostakowitsch. Als Komponist schreibt er für Klavier Solo und mit Orchester und verarbeitet dort auch Einflüsse des Calypso. Seine Komposition Callaloo wurde 2017 mit dem MDR-Sinfonieorchester uraufgeführt. Goodyear lebt in New York City.

## Kompositionen (Auswahl)
- Piano Sonata (1996)
- Count Up (2011)
- Callaloo (2016)

## Diskografie
- 1993: American Piano Classics (Telarc Distribution)
- 2010: Beethoven: The Late Sonatas (Marquis Classics)
- 2012: Beethoven: The Middle Sonatas (Marquis Classics)
- 2012: Beethoven: The Complete Piano Sonatas (Marquis Classics)
- 2014: Tchaikovsky, Grieg (Steinway & Sons)
- 2014: Beethoven: Diabelli Variations (Marquis Classics)
- 2015: Rachmaninov: Piano Concertos 2 & 3 (Steinway & Sons)
- 2015: Tchaikovsky: The Nutcracker - Complete Ballet arranged for solo piano (Steinway & Sons)
- 2016: Beethoven: Favorite Piano Sonatas (Marquis Classics)
- 2017: Ravel: Piano Music (Orchid Classics)
- 2018: For Glenn Gould (Sono Luminus)
- 2019: Gershwin, Goodyear (Orchid Classics)
- 2020: Beethoven: The Complete Piano Concertos (Orchid Classics)